# 敦賀火力発電所
敦賀火力発電所（つるがかりょくはつでんしょ）は、福井県敦賀市泉にある北陸電力の石炭火力発電所。

## 概要
1991年10月1日に1号機が運転を開始、2000年9月28日に2号機が増設された。
2号機は、発電効率向上のため、主蒸気温度および再熱蒸気温度593℃、主蒸気圧力24.1MPaとした超々臨界圧のボイラーおよび蒸気タービンを採用した。
2007年9月からは2号機にて木質バイオマス混焼発電を開始した。

## 発電設備
- 総出力：120万kW[5]

1号機
定格出力：50万kW
使用燃料：石炭
蒸気条件：超臨界圧（Super Critical）
熱効率：42%（低位発熱量基準）
着工：1988年（昭和63年）2月
営業運転開始：1991年（平成3年）10月1日
2号機
定格出力：70万kW
使用燃料：石炭、木質バイオマス
蒸気条件：超々臨界圧（Ultra Super Critical）
熱効率：44%（低位発熱量基準）
着工：1997年（平成9年）3月
営業運転開始：2000年（平成12年）9月28日

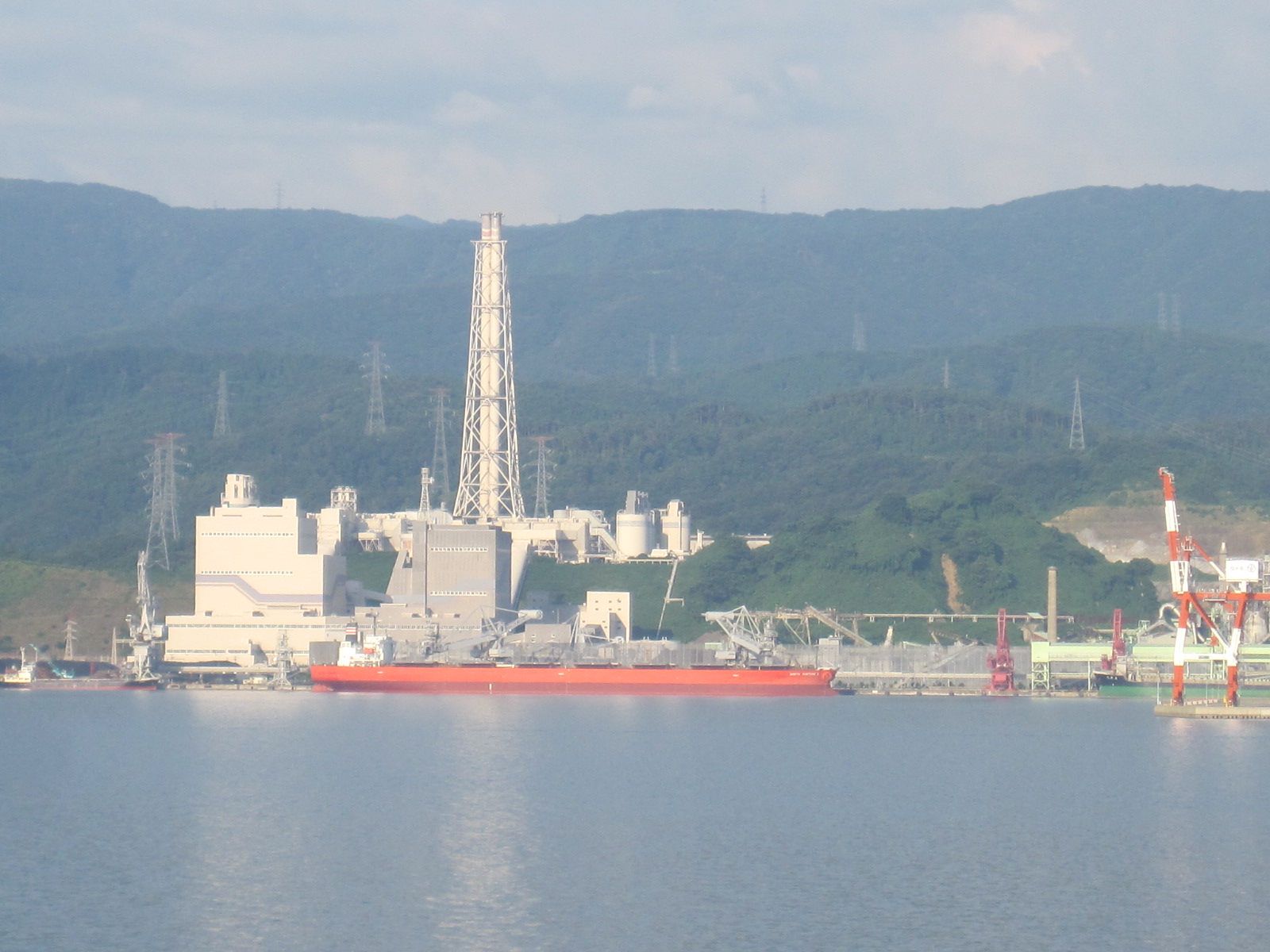
西側の敦賀港から望む敦賀火力発電所（2011年7月）

## 周辺の施設

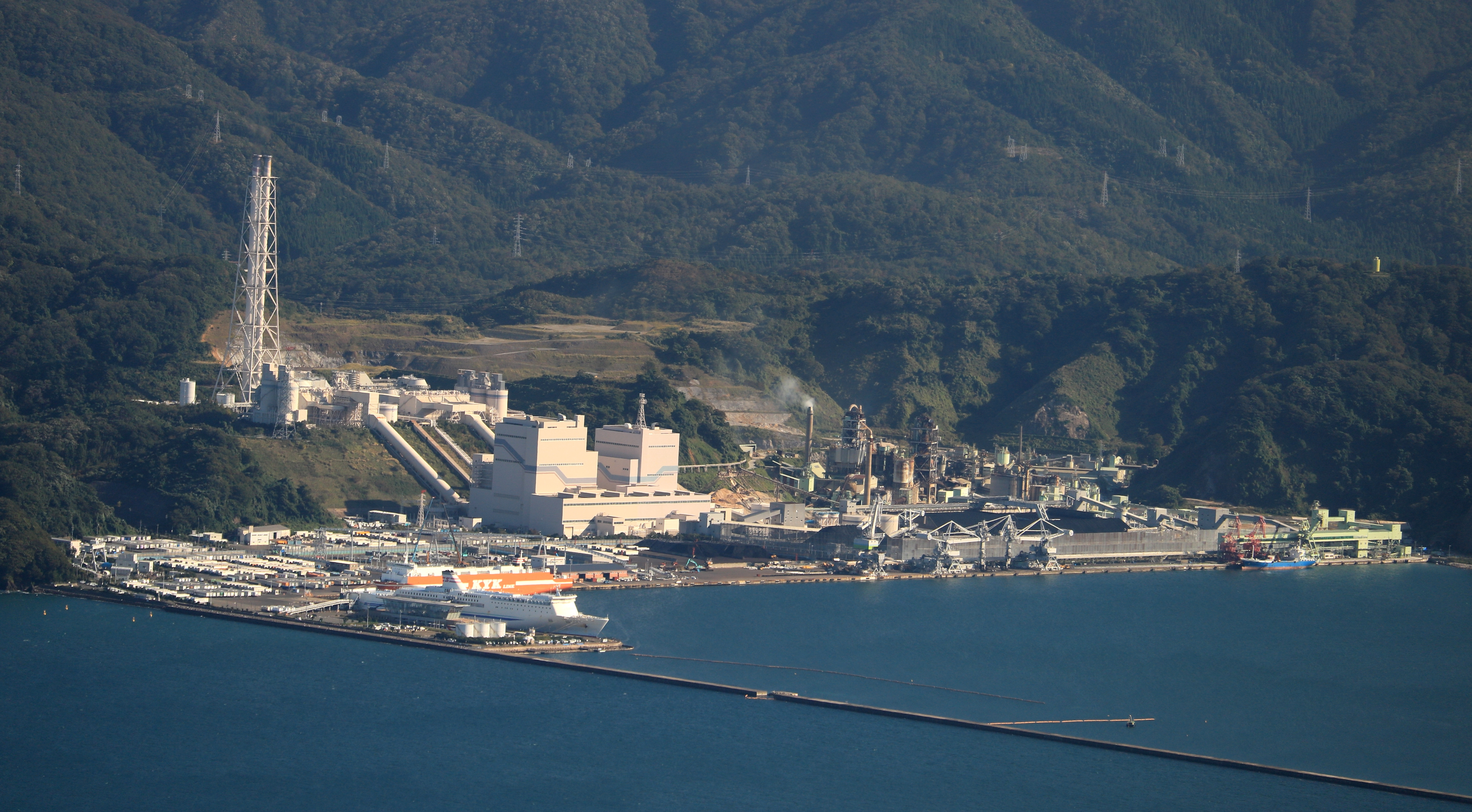
蠑螺が岳から望む敦賀火力発電所、左手前に敦賀港フェリーターミナル、右側に隣接する敦賀セメント、右中央端に金ヶ崎城跡と天筒山

- 敦賀発電所 - 日本原子力発電の原子力発電所。敦賀半島の先端部にあるため、場所は全く異なる。
- 敦賀セメント
- 敦賀港フェリーターミナル（敦賀新港地区）
- 金ヶ崎城跡